# Ajelet Schaked

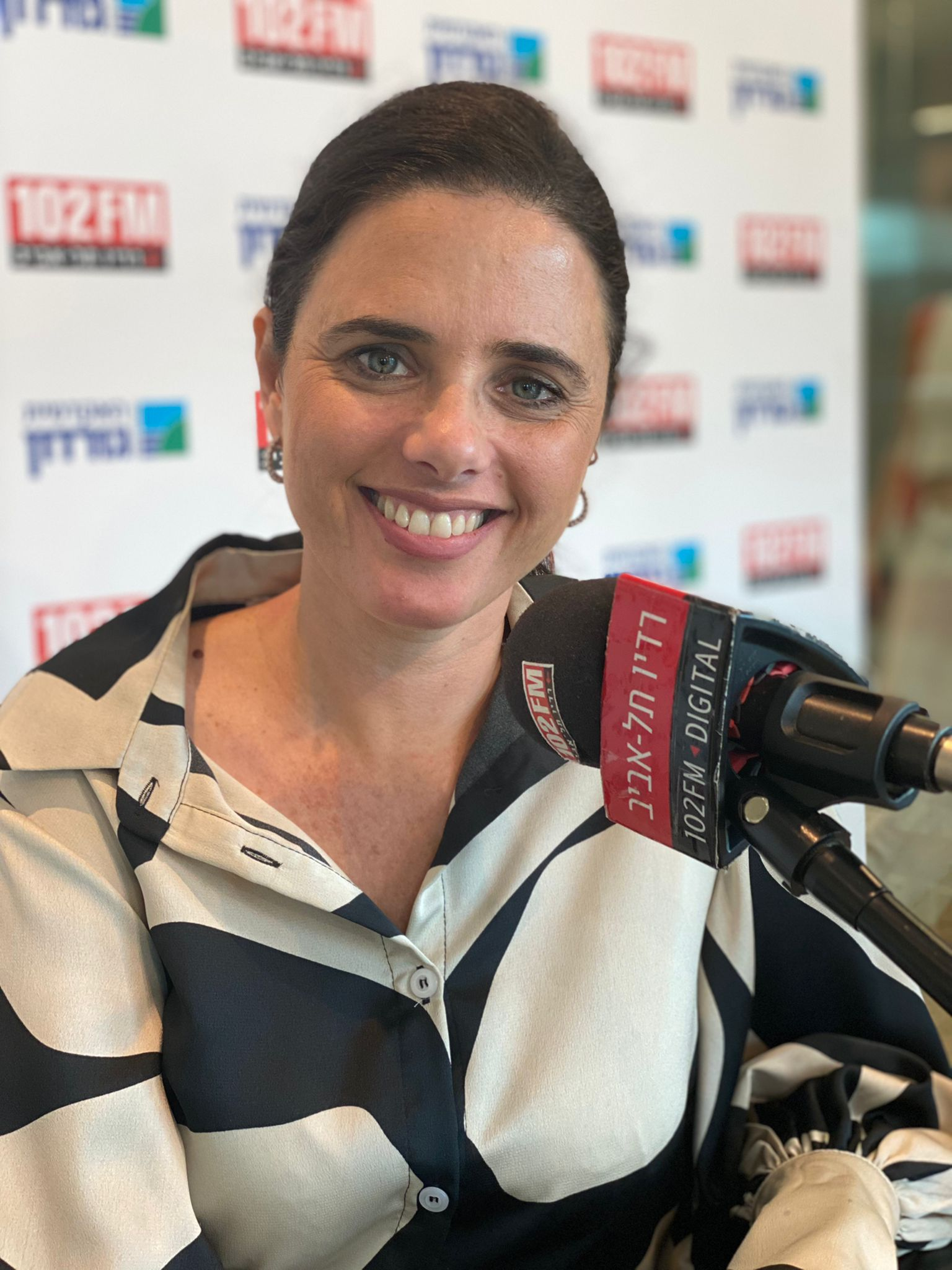
Ajelet Schaked (2022)

Ajelet Schaked (englisch Ayelet Shaked, hebräisch איילת שקד, * 7. Mai 1976 in Tel Aviv) ist eine israelische Politikerin. Sie war von 2013 bis April 2019 und ist seit der Parlamentswahl in Israel September 2019 erneut Abgeordnete der Knesset (HaBajit haJehudi, ab Dezember 2018 HaJamin HeChadasch) und war von Mai 2015 bis Juni 2019 israelische Justizministerin. Vom 13. Juni 2021 bis 29. Dezember 2022 war sie als Ministerin für Inneres im Kabinett Bennett-Lapid tätig.

## Leben
Ajelet Schakeds Mutter ist Aschkenasin, ihr Vater irakischer Mizrachi. Sie wuchs im Stadtteil Bavli im Norden Tel Avivs auf und besuchte die Ironi Dalet High School. Während ihres Militärdienstes diente Schaked in der Golani-Brigade der israelischen Streitkräfte als Unteroffizierin. An der Universität Tel Aviv erhielt sie den Abschluss des Bachelor of Science in Elektrotechnik und Informatik und war bis zu ihrem Wechsel in die Politik Software-Ingenieurin und später Marketing-Managerin bei Texas Instruments.
Schaked erhielt 2012 den Abramowitz Israeli Prize for Media Criticism. Sie lebt in Tel Aviv, ist mit einem Kampfpiloten verheiratet und hat zwei Kinder.

## Politische Laufbahn

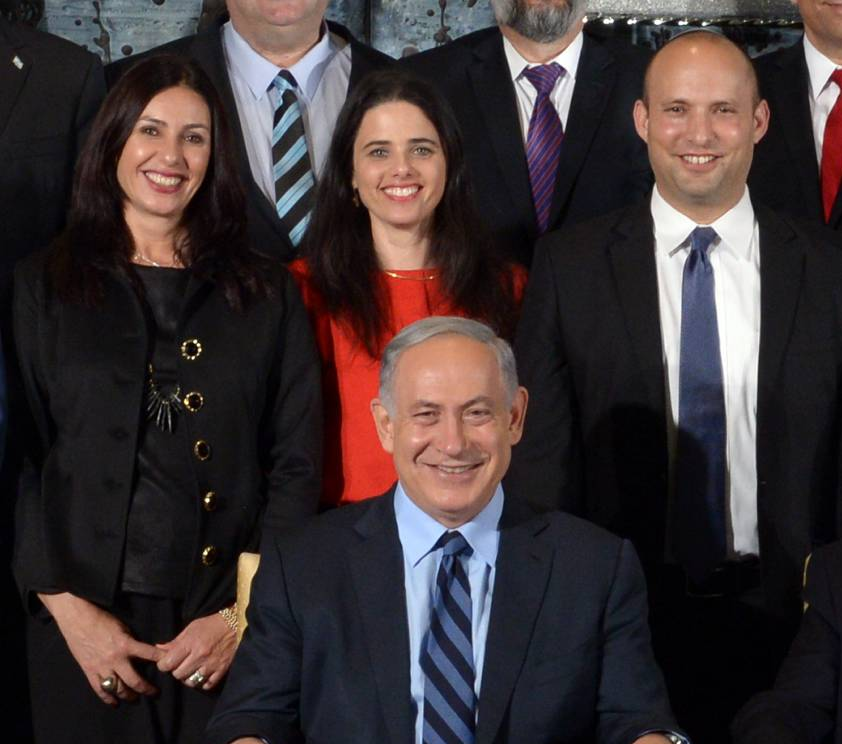
Justizministerin Schaked (Mitte) mit ihren Kabinettskollegen Miri Regev, Naftali Bennett und Ministerpräsident Benjamin Netanjahu (vorn), 2015

Von 2006 bis 2008 war Schaked Stabssekretärin von Benjamin Netanjahu. 2010 gründete sie zusammen mit Naftali Bennett, den sie während ihrer Arbeit bei Netanjahu kennenlernte, die außerparlamentarische Bewegung Mein Israel, „um der Verbreitung von Lügen und Fehlinformationen gegenüber Israel entgegenzuwirken, die heute online auftreten“.
Im Juni 2012 verließen beide die Likud-Partei, um sich HaBajit haJehudi anzuschließen. Der Entschluss, nach mehreren Jahren Mitgliedschaft den Likud zu verlassen, sei ihr nicht leicht gefallen, aber die Partei habe sich zu weit nach links bewegt. Deshalb sei für sie die HaBajit haJehudi die richtige Wahl. Als erstes säkulares Mitglied der Partei kandidierte sie für die Vorwahlen. Sie begegnete der Kritik damit, dass sie als säkulare Kandidatin der Partei zu Schwung verhelfen und neue Wählerschichten erreichen könne. Bei der Parlamentswahl in Israel 2013 wurde Ajelet Schaked als Abgeordnete in die 19. Knesset gewählt.
Nach der Parlamentswahl in Israel 2015 wurde sie Justizministerin im Kabinett von Benjamin Netanjahu. Ende Dezember 2018 verließ sie zusammen mit dem Vorsitzenden die Partei HaBajit haJehudi und gründete mit einer weiteren Abgeordneten die Knesset-Fraktion HaJamin HeChadasch („Die neue Rechte“). Bei der Parlamentswahl im April 2019 scheiterte die neue Partei knapp an der 3,25-%-Hürde. Schaked kündigte daraufhin an, sich auf unbestimmte Zeit aus der Politik zurückzuziehen. Am 2. Juni 2019 wurde sie – wenige Tage nach Scheitern der Regierungsbildung und der Ansetzung einer Neuwahl – von Ministerpräsident Netanjahu als Justizministerin entlassen. Er gab an, sie könne nicht weitere sechs Monate im Amt bleiben, ohne gewählt worden zu sein. Zu ihrem Nachfolger wurde Amir Ohana (Likud) bestimmt.
Im Vorfeld der Knesset-Wahl im September 2019 kehrte Schaked bereits auf die politische Bühne zurück. Sie wurde zur alleinigen Parteivorsitzenden der HaJamin HeChadasch ernannt. Am 29. Juni 2019 einigte sich die Partei mit der Union der rechten Parteien auf ein gemeinsames Antreten bei der kommenden Knessetwahl. Das Bündnis, das den Namen Jamina erhielt, wurde ebenfalls von Ajelet Schaked angeführt. Zur Parlamentswahl im März 2020 kandidierte sie auf Platz 3 der Jamina-Liste, die diesmal von Naftali Bennett geführt wurde.
Sie wurde bei der Wahl zur 24. Knesset wiedergewählt. Am 13. Juni 2021 wurde sie als Ministerin für Inneres in das Kabinett Bennett-Lapid berufen.

## Politische Positionen

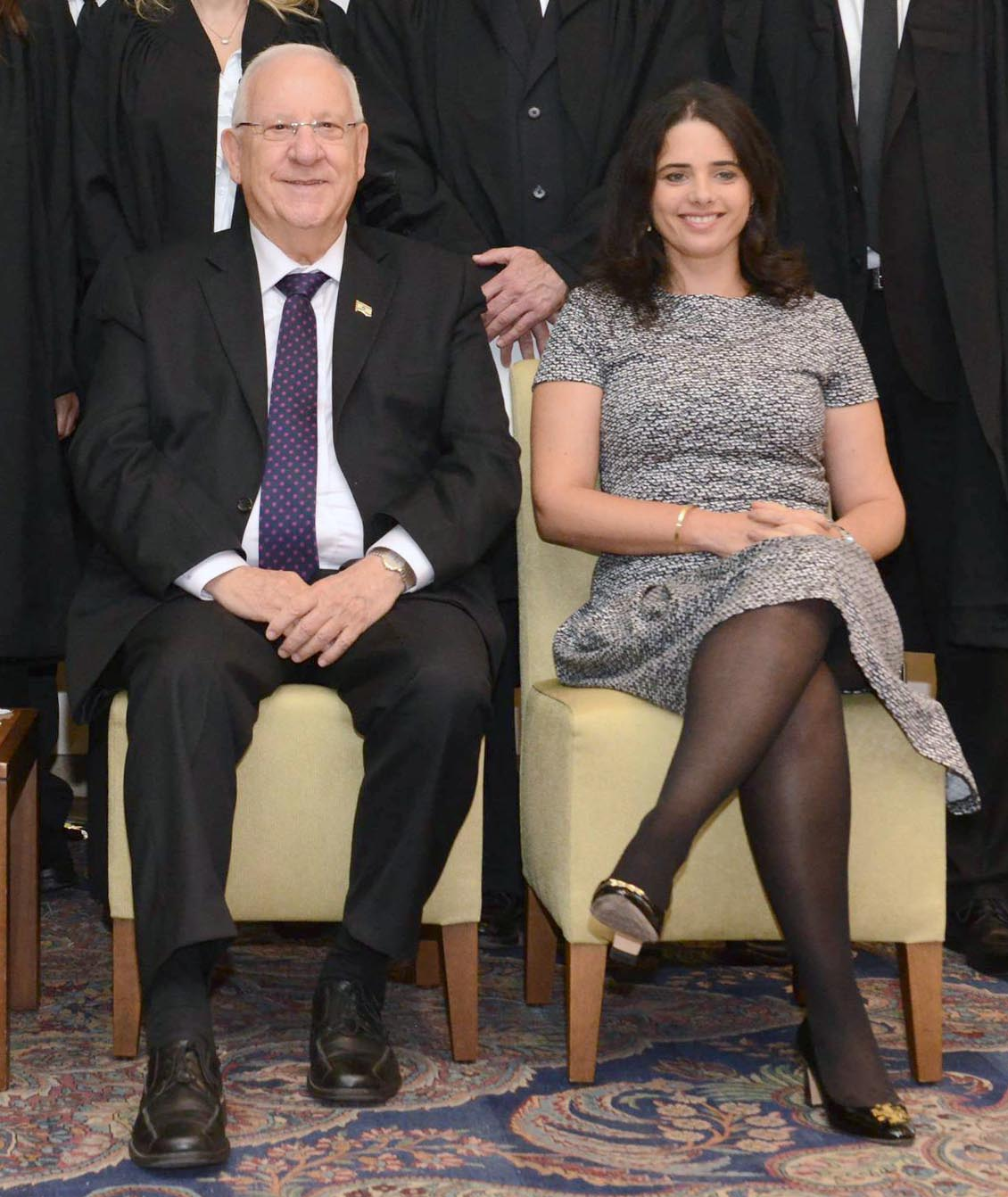
Schaked mit Staatspräsident Reuven Rivlin (2015)

In einem Interview im August 2012 erklärte sie zu ihren wichtigsten politischen Zielen die Entwicklung einer starken jüdischen Identität, was schon Teil des Bildungssystems sein müsse. Weiter wolle sie den postzionistischen Organisationen und deren Versuch entgegentreten, Israel von einem jüdischen demokratischen Staat in eine „Nation all seiner Bürger“ zu verwandeln. Diese Organisationen seien an einer Vielzahl von antiisraelischen Aktivitäten beteiligt, wie der Delegitimierung von IDF-Soldaten oder der Desinvestition Israels in der ganzen Welt. Frauen wolle sie ermutigen, sich eine Beschäftigung zu suchen, wenn sie es wünschen. Sie möchte sich für eine Schließung der „soziokulturellen Lücke“ in der Gesellschaft starkmachen, um etwa Kindern in der Peripherie die gleichen Chancen zu ermöglichen wie den Kindern in ihrem Tel Aviver Stadtviertel.
Im Juli 2013 reichte sie zusammen mit Yariv Levin (Likud) und Robert Ilatov (Jisra’el Beitenu) einen Entwurf zu einem Nationalstaatsgesetz ein, um die Merkmale Israels als Nationalstaat des jüdischen Volkes in den Grundgesetzen des Staates zu verankern. Sie betonte später, jüdische und demokratische Werte seien gleichberechtigt in Israel, und das werde in dem Gesetz zum Ausdruck kommen. Die endgültige Fassung des Gesetzes mit der offiziellen Bezeichnung Grundgesetz: Israel – Der Nationalstaat des jüdischen Volkes wurde im Juli 2018 von der Knesset verabschiedet.
Schaked spielte eine Schlüsselrolle bei einem Gesetz, das die Freistellung vom Militärdienst für Charedim beendete und am 13. März 2014 von der Knesset verabschiedet wurde.
Anlässlich des Scheiterns der US-Vermittlung im Israelisch-Palästinensischen Konflikt Anfang 2014 warf sie dem US-Außenminister John Kerry fehlgeleitete Bemühungen vor. Nicht der Bau von israelischen Siedlungen habe zum Ende der Friedensgespräche geführt, sondern die Erklärung von Mahmud Abbas vor der Arabischen Liga, dass er niemals Israel als jüdischen Staat anerkennen werde.
Die Freilassung von mehr als 100 palästinensischen Häftlingen als Vorleistung für den Beginn dieser Friedensgespräche kritisierte Schaked. Man habe den Palästinensern ihre Mörder übergeben, ohne eine Gegenleistung erhalten zu haben. In der Folge trat sie gegen die Möglichkeit einer vorzeitigen Haftentlassung bei lebenslangen Freiheitsstrafen ein. Das im Juni 2016 vom Parlament beschlossene Anti-Terrorismus-Gesetz bestimmt, dass zu lebenslänglich verurteilte Straftäter mindestens 15 Jahre ihrer Strafe absitzen müssen, ohne die Möglichkeit einer vorherigen Begnadigung.
Schaked setzt sich für einen Migrationsstop aus Afrika ein. Sie zeigte sich besorgt über die Auswirkungen der afrikanischen Zuwanderung in der direkten Umgebung ihres Arbeitsplatzes in Tel Aviv. Die Bürger fühlten sich im Stich gelassen, und die Regierung müsse Antworten liefern, was sie durch Ausweisung von 1500 Personen in einigen Monaten zurück in deren Heimat tun würde. Die Regierung müsse sich um die Überprüfung der Exekutivbefugnisse kümmern, was ihr Aufgabenbereich sei.
Nach ihrer Ernennung zur Justizministerin machte Ajelet Schaked deutlich, dass die Einschränkung der Macht der Justiz eine vorrangige Aufgabe sei. Entscheidungen in Bezug auf die Regierungsführung seien in die Hände des Justizsystems gelegt worden, statt in die der gewählten Vertreter des Volkes.
Im Dezember 2015 brachte Schaked eine Gesetzesvorlage ein, die Nichtregierungsorganisationen (NROs) verpflichten würde, eine Finanzierung aus dem Ausland offenzulegen. Opposition und linke NROs kritisierten das Vorhaben scharf. Oppositionsführer Jitzchak Herzog erklärte, die vom Kabinett beschlossene Vorlage schade dem internationalen Ansehen Israels. Das Gesetz wurde am 12. Juli 2016 im Parlament gebilligt.
Im Januar 2017, zehn Tage vor Donald Trumps Amtseinführung, besuchte Schaked die jüdische Siedlung in Hebron. Auf Facebook postete sie darauf bezogen: „Keine Ausreden mehr – in 10 Tagen müssen wir in Hebron weiterbauen! Wir müssen wieder bauen, um Jerusalem und Judäa und Samaria zu entwickeln. Weil das unser Zuhause ist. Das ist unser Recht.“
Die Zwei-Staaten-Lösung für den israelisch-palästinensischen Konflikt sei irrelevant geworden, sagte Schaked ebenfalls im Januar 2017 in einem Interview mit i24news. Muslimische Nationen fielen auseinander, es gebe keinen Grund, einen weiteren gescheiterten Staat zu errichten. Schaked sagte weiter, dass Israel die Souveränität über Gush Etzion und Maale Adumim – zwei große Siedlungsblöcke in der West Bank – implementieren sollte. „Langfristig sprechen wir von der Anwendung der Souveränität der Area C (der Westbank), wo es 400.000 Juden und 90.000 Araber gibt.“ Sie werden volle Staatsbürgerschaft und volle Rechte erhalten. Für die Bereiche A und B werde es eine weitere Konföderation mit Jordanien und Gaza oder mit einer Art Autonomie geben.

## Kontroversen
In der israelischen Tageszeitung Haaretz bezeichnete Kommentatorin Ravid Hecht Alejet Schaked als „Vertreterin einer Ideologie, die sich nicht für ihren Rassismus schämt“. Schaked entgegnete darauf in der Jerusalem Post, Haaretz könne wie die New York Times aussehen, sei aber bei Weitem keine liberale Zeitung in der angelsächsischen Tradition. Wenn Haaretz, gelesen von nur etwa 30.000 Israelis, sagt, sie sei rassistisch, dann würde sie nach einer glaubwürdigeren Quelle suchen.
Kurz nach der Ermordung dreier Jugendlicher im Westjordanland im Juni 2014 veröffentlichte Gideon Resnick vom The Daily Beast einen Artikel, in dem er Schaked unterstellte, in einem Facebook-Artikel gefordert zu haben, auch „die Mütter der Märtyrer“ zu töten und „ihren Söhnen nachfolgen“ zu lassen, sonst würden sie „weitere kleine Schlangen großziehen“. Tatsächlich stammte der Artikel vom zuvor verstorbenen Journalisten Eliad Elitzur. Zwar hätte The Daily Beast anschließend die Falschbehauptung von Resnick aus dem Artikel gestrichen, doch der Schaden sei bereits angerichtet. Viele Blogger und Zeitungen hätten sich auf die falschen Aussagen gestützt und diese weitertransportiert. Zudem habe Gideon laut Schaked schlecht übersetzt und Worte aus dem Kontext gerissen. Die Kernaussage von Elitzurs Artikel sei gewesen, dass, sobald eine Seite eines Krieges die Zivilisten der anderen Seite angreift, sie keinen moralischen Status mehr für ihre eigenen Zivilisten beanspruchen könne.
Im August 2015 veröffentlichte Schaked auf ihrer Facebook-Seite ein Video, das angeblich Gewalt eines dunkelhäutigen Flüchtlings gegen einen Israeli zeigte. Das Video beweise, wie unerträglich die Situation sei. Nachdem sie darauf hingewiesen worden war, dass die Aufnahme gar nicht in Israel entstanden war, nahm sie das Video aus dem Netz und erklärte, dass ihr ein Fehler unterlaufen sei.
Im Dezember 2021 kritisierte ein Richter des Obersten Gerichtshofes Schaked scharf. Schaked hatte beschlossen, Anträge auf Familienzusammenführung von Palästinensern, die mit Israelis verheiratet sind, weiterhin abzulehnen, obwohl das Verbot solcher Familienzusammenführungen bereits im Juli 2021 ausgelaufen war, nachdem es in der Knesset keine Mehrheit mehr gefunden hatte. Höchstrichter Uzi Vogelman sagte bei einer Anhörung: »Das ist doch ein Witz! Die israelische Knesset hat beschlossen, das Gesetz nicht zu verlängern; es ist klar, dass man nicht versuchen kann, ein Gesetz weiter anzuwenden, das nicht mehr existiert. … Es gibt keine Notverordnung; was gibt es hier noch zu diskutieren?«
Ende November 2024 bestätigte Tony Burke, dass Australien ihr die Einreise verweigere.

## Öffentliche Wahrnehmung

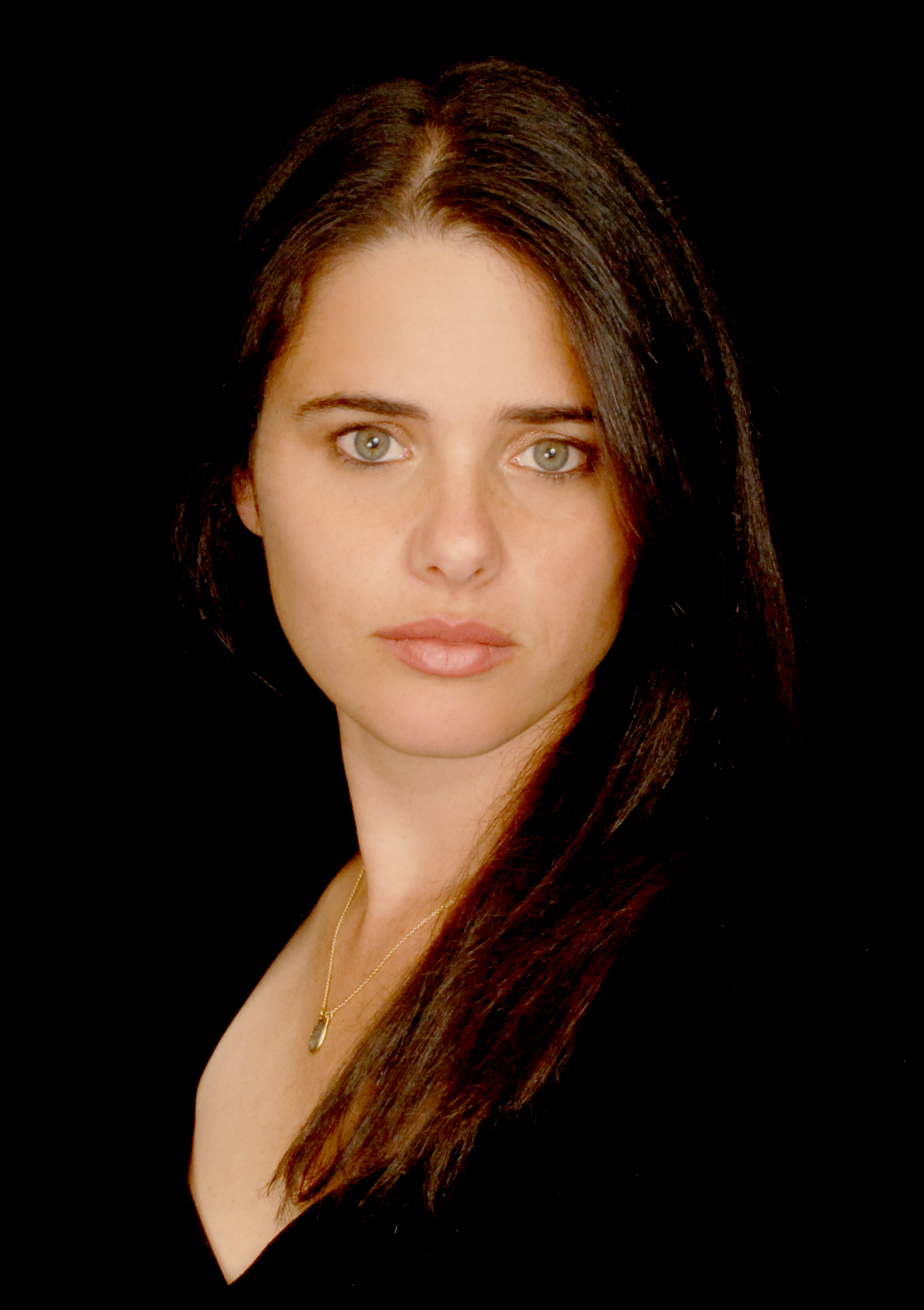
Schaked im Jahr 2011

Brent Scher kommentierte 2015 auf der Online-Publikation The Washington Free Beacon, dass während Ajelet Schakeds Aufstieg zu einem Kabinettsmitglied ihre politischen Gegner durchgängig ihr gutes Aussehen herabgesetzt und sie sexistisch angegriffen hätten. So zum Beispiel ein Haaretz-Artikel, der Schaked als „junge und hübsche“ Frau in der Knesset mit „ungezügelter jugendlicher Begeisterung“ und einer „kindischen Anbetung“ des israelischen Nationalismus beschreibt, deren „unverantwortliche Gewalt ihr Aussehen Lügen strafe“. Der Grund für Schakeds Erfolg liege aber darin, dass sie viel mehr sei als nur ein hübsches Gesicht.
Haaretz-Kommentatorin Carolina Landsmann charakterisierte Schaked 2017 als „sehr gut erzogen. Mit jedem Interview wird sie zurückhaltender, klarer und schärfer. Sie erhebt nie ihre Stimme, wird nicht in Provokationen hineingezogen, pflegt eine metallisch präzise Aussprache und die Coolness eines Kampfpiloten. Sie plappert nicht, applaudiert nicht und winkt nicht mit der israelischen Flagge.“
Ajelet Schaked sei die Erbin von Regierungschef Benjamin Netanjahu, deren Zukunft allerdings in der Likud-Partei liege. Als Frau, dazu noch eine säkulare, genüge sie nicht den spirituellen Höhen, die von der Wählerschaft von HaBajit haJehudi verlangt werden. Außerdem sei die Partei selbst sowohl religiös als auch chauvinistisch; das genüge nicht Schakeds Ansprüchen. Laut dem Likud-Abgeordneten David Bitan ist Schaked in der Likud-Partei sehr beliebt und erränge den ersten Platz, wenn sie zu den Likud-Vorwahlen anträte.